# جویی دیدولوکا
جویی دیدولوکا (کرواتی: Joey Didulica؛ زادهٔ ۱۴ اکتبر ۱۹۷۷) یک بازیکن فوتبال اهل کرواسی است.
وی همچنین در تیم ملی فوتبال کرواسی بازی کرده‌است.